# Comuna Bunești, Vâlcea
Bunești este o comună în județul Vâlcea, Oltenia, România, formată din satele Bunești (reședința), Coasta Mare, Firești, Râpănești, Teiușu și Titireci.

## Istorie
La sfârșitul secolului al XIX-lea, comuna făcea parte din plasa Ocolul a județului Vâlcea și era formată numai din satul reședință cu același nume. În comună funcționa două biserici. În aceiași plasă mai funcționa și comuna Titireciul, care era formată 
din satele Titireciul, Teiușul și cătunul Firești. În comună exista doar o biserică.
Anuarul Socec din 1925 consemnează dispariția comunei Titireciul și arondarea acestuia la comuna Bunești. Anuarul consemnează comuna Bunești, având în componență satele Bunești, Firești, Teiușu și Titireciu.
În 1968 a devenit parte a județului Vâlcea în structura actuală.

## Demografie
Componența etnică a comunei Bunești
     Români (82,77%)
     Romi (9,68%)
     Alte etnii (0,08%)
     Necunoscută (7,47%)
Componența confesională a comunei Bunești
     Ortodocși (90,81%)
     Alte religii (0,45%)
     Necunoscută (8,74%)
Conform recensământului efectuat în 2021, populația comunei Bunești se ridică la 2.438 de locuitori, în scădere față de recensământul anterior din 2011, când fuseseră înregistrați 2.639 de locuitori. Majoritatea locuitorilor sunt români (82,77%), cu o minoritate de romi (9,68%), iar pentru 7,47% nu se cunoaște apartenența etnică. Din punct de vedere confesional, majoritatea locuitorilor sunt ortodocși (90,81%), iar pentru 8,74% nu se cunoaște apartenența confesională.

## Politică și administrație
Comuna Bunești este administrată de un primar și un consiliu local compus din 11 consilieri. Primarul, Viorel Radi[*], de la Partidul Social Democrat, este în funcție din 1996. Începând cu alegerile locale din 2024, consiliul local are următoarea componență pe partide politice:
|  | Partid                          | Consilieri | Componența Consiliului | Componența Consiliului | Componența Consiliului | Componența Consiliului | Componența Consiliului | Componența Consiliului |
|  | ------------------------------- | ---------- | ---------------------- | ---------------------- | ---------------------- | ---------------------- | ---------------------- | ---------------------- |
|  | Partidul Social Democrat        | 6          |                        |                        |                        |                        |                        |                        |
|  | Partidul Național Liberal       | 4          |                        |                        |                        |                        |                        |                        |
|  | Alianța pentru Unirea Românilor | 1          |                        |                        |                        |                        |                        |                        |